# Нецевичі
Нецевич Віктор-Станіслав-Костка Гнатович (рос. Нецевич Виктор-Станислав-Костка Гнатьевич) — поляк, дворянин Волинської губернії Російської імперії. Проживав у XIX столітті в Житомирському повіті Волинської губернії в колонії Нейманівка Горошківської волості. Релігійні обряди приймав у костелі св. Яна Непомуцена в містечку Пулини, що належало до Житомирської дієцезії.

## Сім'я

Урочище Ваврамові Ліски на мапі Шуберта Ф. Ф., 1875 р.

Нецевичі в Списку дворян Волинської губернії, м. Житомир, 1906 р.

- Дружина: Нецевич Маріанна (з дому Жигадлів)[5].

- Діти: Станіслав, Томаш, Йосип, Іван.

- Онуки: Віктор і Йосип, сини Станіслава, онуки Віктора-Станіслава-Костки Гнатовича.

- Брат: Франц-Силезій (дружина Нецевич Розалія Андріївна (з дому Малишевських) з синами Миколою, Іваном, Францем, Людвигом, Станіславом-Гоноратом.

- Онуки: Норберт-Павло і Люціян, сини Станіслава-Гонората, онуки Франца-Силезія Гнатовича.
- Онуки: Іван старший, Михайло, Григорій, Іван молодший, Микола і Петро, сини Людвіга Франц-Силезієвича, онуки Франца-Силезія Гнатовича.

Особи чоловічої статі записані в частину I на сторінці 102 Родословної книги дворян Волинскої губернії 23 червня 1860 року (Указ Дворянського зібрання № 6334 від 23.06.1860, № 4574 від 25.11.1876, Визначення Зібрання від 18.03.1880, Указ Дворянського зібрання № 2365 від 24.06.1904)
Дворянин Станіслав Нецевич одружився з дворянкою Анастасією (1824 р.н.) (з дому Борецьких). Їхня сім'я проживала у слободі Нейманівці. Там з'явилися на світ двоє синів (Віктор, Йосип) та дві доньки (Кароліна, Гонората-Жозефа).
Дворянин Томаш Нецевич у 1860 році одружився з дворянкою Мальгоржатою Пашковською. Сім'я проживала у слободі Сахарня Пулинської волості. У цій родині народилося четверо дітей. Два сини: Франц (1867 р. н.), (Михайло (1869 р. н.); дві доньки: Гонората-Жозефа (1861 р. н.), Франциска (1871 р. н.).
У другій половині XIX століття сім'ї братів Станіслава та Томаша Нецевичів зі слобідок Нейманівки та Сахарні переїхали у слободу Абрамок Романівецької волості Новоград-Волинського повіту (нині село Абрамок Новоград-Волинського району), яка була створена після 1875 року на південно-східній стороні від села Царів Бірок (нині Червоний Бір Ємільчинського району Житомирської області) та на південно-західній стороні від слободи Верби в урочищі Ваврамові Ліски. Землі, на яких розташовувалася новостворена слобода, належали двом великим землевласницям цієї місцевості — поміщицям Марії Уваровій та Євгенії Мезенцевій.

## Учасники Великої вітчизняної війни

### Прямі спадкоємці дворянського роду
- Нецевич Домінік Михайлович (25.09.1920 — 1.12.1968). У Другій світовій війні воював спочатку в Червоній армії, потім у Першій польській піхотній дивізії імені Тадеуша Костюшка, яка була утворена на території Союзу Радянських Соціалістичних Республік і перший її бій з німецькими військами відбувся під Леніно в Білорусі. Домінік Михайлович воював в артилерії[8].

- Ницевич Броніслав Михайлович — ветеран Великої вітчизняної війни, служив у Війську Польському.

## Реабілітовані історією
- Нецевич Ганна Тодорівна, 1896 р. н., сл. Кривотин Ємільчинської вол. Новоград-Волинського пов. Волинської губ. Полька, неписьменна, колгоспниця. Проживала в с. Колцький Кривотин Ємільчинського р-ну Житомирської обл. Заарештована 25 жовтня 1937 р. за ст. 54-12 КК УРСР УНКВС по Житомирській обл. 10 грудня 1938 р. справа припинена[9].

- Нецевич Йосип Люціянович, 1904 р. н., сл. Колцький Кривотин Лугинської вол. Овруцького пов. Волинської губ. Поляк, освіта середня, директор школи. Проживав у с. Щербатівка Малинського р-ну Житомирської обл. Заарештований 22 листопада 1937 р. Обвинувачувався за ст. 54-10 КК УРСР. За постановою НКВС СРСР і Прокурора СРСР від 17 грудня 1937 р. — розстріляний 28 грудня 1937 р. у м. Житомир. Реабілітований у 1989 р.[9]

- Нецевич Михайло Григорович, 1887 р. н., сл. Колцький Кривотин Лугинської вол. Овруць-кого пов. Волинської губ. Поляк, малописьменний, колгоспник. Проживав у с. Колцький Кривотин Ємільчинського р-ну Житомирської обл. Заарештований 22 вересня 1937 р. Обвинувачувався за ст. 54-1а, 54-7, 54-10 КК УРСР. За постановою НКВС СРСР і Прокурора СРСР від 7 жовтня 1937 р. — розстріляний 11 жовтня 1937 р. у м. Київ. Реабілітований у 1989 р[9].

- Нецевич Петро Федорович, 1889 р. н., сл. Кривотин Ємільчинської вол. Новоград-Волинського пов. Волинської губ. Поляк, малописьменний, колгоспник. Проживав у с. Колцький Кривотин Ємільчинського р-ну Коростенського окр. Київської обл. Заарештований 24 серпня 1937 р. Обвинувачувався в а.-р. агітації. За постановою НКВС СРСР і Прокурора СРСР від 4 жовтня 1937 р. — розстріляний 16 жовтня 1937 р. у м. Житомир. Реабілітований у 1961 р.[9]

## Сучасне покоління дворянського роду
- Ницевич Віктор Францович — доктор політичних наук, професор[10]. м. Москва.
- Ницевич Владислав Францович — завідувач сектору житлово-комунального господарства і житлової політики[11], м. Москва. Його прадід Ницевич Людвіг проживав у с. Малий Кривотин Волинської губернії (тепер Ємільчинський район Житомирської області, Україна)[12].